# Grand Prix automobile des Nations
Le Grand Prix automobile des Nations est un Grand Prix créé en 1946 et disparu en 1950, disputé sur le circuit des nations de Genève. En 1948 et 1950, les monoplaces suivaient la règlementation de la Formule 1.
En parallèle, se disputait le Grand Prix automobile de Genève disputé sous la règlementation de la Formule 2.

## Palmarès
| Année | Vainqueur          | Écurie     | Circuit | Résultats |
| ----- | ------------------ | ---------- | ------- | --------- |
| 1946  | Giuseppe Farina    | Alfa Romeo | Genève  | Résultats |
| 1948  | Giuseppe Farina    | Maserati   | Genève  | Résultats |
| 1950  | Juan Manuel Fangio | Alfa Romeo | Genève  | Résultats |

## À noter
- Dès 1931 Genève accueille un premier Grand Prix automobile, remporté par Marcel Lehoux sur Bugatti (et par Benoit Falchetto sur Amilcar, pour celui des 1 100 cm3).